# لیگ فوتبال استان قزوین
لیگ استان قزوین بالاترین سطح فوتبال در استان قزوین می‌باشد که در پنجمین سطح از فوتبال ایران و بعد از لیگ دسته سوم فوتبال ایران قرار دارد. قهرمان این جام به مسابقات کشوری لیگ دسته سوم فوتبال ایران راه می‌یابد و جواز حضور در جام حذفی را کسب می‌کند.
این مسابقات بخشی از برنامه ویژه آسیا است.
PK BRO PK BRO

## نحوه برگزاری
مسابقات در یک مرحله و بین ۹ تیم برگزار می‌شود. قهرمان لیگ به لیگ دسته سوم فوتبال ایران صعود می‌کنداین مسابقات هر سال توسط هیئت فوتبال استان قزوین برگزار می‌شود.

## فصل ۹۷–۱۳۹۸
تیم‌های حاضر 
- طلایه داران شهرستان بوئین زهرا
- شهرداری حیدریه
- کاسپین نوین
- بهاران محمدیه
- آراد شهرستان تاکستان
- غفاری شهرستان  تاکستان
- باشگاه ستارگان اسفرورین
- پرسپولیس نرجه
- ستاره شهر شهرستان قزوین

پسران برتر
صمصام بیدستان
.پرشین قزوین با حضور معین سکاکی جان

باشگاه ستارگان اسفرورین پرافتخار ترین تیم این مسابقات 18 قهرمانی است